# Ходачук Олег Миколайович
Ходачук Олег Миколайович (17 червня 1975 р., Івано-Франківська область, Бурштин) — український підприємець, бізнесмен, громадський діяч, продюсер та співавтор текстів пісень українського рок-гурту Без Обмежень, генеральний продюсер повнометражного анімаційного мультфільму «Гуллівер повертається», засновник та президент благодійного фонду «Берегиня життя», засновник та президент благодійної організації «Фонд розвитку української музики».

## Життєпис
Народився 17 червня 1975 р. в Івано-Франківській області, смт Бурштин.
Закінчив із золотою медаллю Луцьку середню школу № 9.
Закінчив із червоним дипломом Київський національний університет імені Тараса Шевченка, кафедра економічної кібернетики, спеціальність — економіст-математик.
- 1997 рік — головний спеціаліст Державного казначейства України.
- 1998—1999 роки — головний спеціаліст відділу бюджетного аналізу, державних фінансів і кредитно-грошової політики науково-аналітичного управління секретаріату Верховної Ради України.
- 2000 рік — закінчив аспірантуру в Київському університеті імені Тараса Шевченка, заступник начальника відділу бюджетного аналізу, державних фінансів і кредитно-грошової політики науково-аналітичного управління секретаріату Верховної Ради України.
- 2000—2001 роки — начальник відділу бюджетного аналізу, державних фінансів і кредитно-грошової політики науково-аналітичного управління секретаріату Верховної Ради України.
- 2001—2003 роки — заступник начальника а потім начальник управління ринків капіталу департаменту державного боргу Міністерства фінансів України[2].
- 2003—2013 роки — заступник голови правління банку «Хрещатик»[3], у банку був куратором казначейського блоку.
- 2013—2017 роки — голова правління Діамантбанк, акціонерами якого були Давид Жванія і Микола Мартиненко. Під час масових протестних акцій восени 2013—2014 років «Діамантбанк» відкрив рахунок для підтримки протестувальників. Тимчасова адміністрація в Діамантбанк була введена 24 квітня 2017 року після арешту Миколи Мартиненка співробітниками НАБУ[4]. 23 червня 2017 року НБУ сповістив про ліквідацію Діамантбанку[5][6][7].
- Липень 2017 року — генеральний продюсер повнометражного анімаційного мультфільму «Гуллівер повертається» (реліз в Україні відбувся 19-го серпня 2021-го року через епідемію COVID-19[8]). Серпень 2017 — президент благодійного фонду «Берегиня Життя». Фонд опікується допомогою сиротам, організацією дитячого дозвілля. Листопад 2017 року — генеральний продюсер українського рок-гурту Без обмежень.
- 2018 — член спостережної ради ПрАТ Луцьк Фудз (торгова марка «Руна»).
- 2020 — президент благодійної організації «Фонд Розвитку Української Музики»

## Сімейний стан
Одружений, має чотирьох дітей (дві доньки, два сини).
Хобі: теніс, баскетбол, бокс, музика, читання.